# Zadarski astronomski kalendar
Brojni benediktinski samostani djelovali su u Hrvatskoj još od vremena kneza Trpimira, između kojih posebnu važnost ima benediktinski samostan sv. Krševana u Zadru, osnovan 986. godine, u kojem je djelovao skriptorij, pa su tamo stvarani, sakupljani i prepisivani mnogi rukopisi. Za astronomiju je najzanimljiviji Zadarski astronomski kalendar,  nastao krajem XIII. stoljeća, 1291. ili 1293. godine,  koji sadrži komputski račun (computus). Jedan dio teksta vjerojatno je nastao u Španjolskoj ili na Siciliji, o čemu svjedoče meridijanske visine Sunca i dnevne vrijednosti deklinacije koje ukazuju na zemljopisnu širinu od 37,5o. U zadarskom skriptoriju tekst je prepisan i dopunjen kalendarskim djelom od regionalnog značaja koji se odnosi na Zadar i svetkovinama tipičnima za Zadar (sv. Krševan, sv. Anastazije, sv. Zojlo). U tablicama na lijevoj strani dane su Mjesečeve mijene i šifre pomoću kojih se iz posebnih tablica može pronaći dan i sat nastupa pojedinih mijena te datumi u mjesecu, zlatni broj i ferijalna slova za računanje nedjelja u mjesecu i datuma Uskrsa, zbog čega je computus bio od izuzetne važnosti. Za određivanje horoskopa u zadarskom kalendaru je bio važan astrološki stih koji se nalazi na vrhu srednjega stupca, u kojem su imena svetkovina i naznaka u kojem se astrološkom znaku nalazi Sunce. Desni je stupac bio određen za deklinacije Sunca i njegov položaj u zodijačkom zviježđu, naznačen u stupnjevima i minutama od 0 do 30 te za trajanje svakoga dana u satima i minutama.  Zanimljivo je i značajno da su brojevi u tekstu pisani arapskim brojkama i to po prvi puta korištenim u matematičkim i astronomskim računima na hrvatskom području. U to su vrijeme arapske brojke prodirale u zapadnoeuropsku matematiku, nalazeći, kao što je obično slučaj kada se dodirnu ustaljene norme, na otpor pa je trebalo vremena da potpuno istisnu rimske brojke u računanju, te je zadarski astronomski kalendar dokaz ranog prihvaćanja arapskih brojki u srednjovjekovnoj Hrvatskoj. Ovaj izuzetno vrijedni spis za hrvatsku kulturu i znanost nalazi se u Bodlejanskoj knjižnici u Oxfordu. Naime, povijesni izvori govore da je monah Mihovil početkom XIV. stoljeća rukopis odnio u Avignon. Put ovoga rukopisa može se dalje slijediti do opatije Mons Tumba (Mont Saint-Michel), a potom je završio u Oxfordu. 
Skriptoriji slični zadarskom djelovali su i na drugim hrvatskim područjima, posebice u okviru djelovanja samostanskih škola franjevačkog i dominikanskog reda. Najviše prirodoznanstvenih rukopisa iz srednjeg vijeka sačuvano je u dubrovačkom dominikanskom samostanu. U Zagrebu je također djelovao skriptorij, naročito plodan početkom XVI. stoljeća. Kada znademo da su svi misali, brevijari i psaltiri popraćeni kalendarom, a veoma je važno bilo točno određivanje uskrsne nedjelje, jasno je da je svuda korišten i komputski račun, što znači da su morali djelovati svećenici – astronomi i astrolozi. Pritom su posebnu pozornost astronomiji obraćali benediktinci, franjevci, isusovci i dominikanci i među njima se nalaze najznačajnija imena hrvatske astronomije.